# Merops superciliosus
A Merops superciliosus a madarak (Aves) osztályának szalakótaalakúak (Coraciiformes) rendjébe, ezen belül a gyurgyalagfélék (Meropidae) családjába tartozó faj.

## Rendszerezése
A fajt Carl von Linné svéd természettudós írta le 1766-ban.

## Előfordulása
Afrikában Angola, Botswana, Burundi, a Comore-szigetek, Dzsibuti, Eritrea, Etiópia, Kenya, a Kongói Demokratikus Köztársaság, Madagaszkár, Malawi, Mayotte, Mozambik, Namíbia, Ruanda, Szomália, Dél-Szudán, Szudán, Tanzánia, Uganda, Zambia és Zimbabwe területén honos.
Természetes élőhelyei a szubtrópusi és trópusi síkvidéki esőerdők, mangroveerdők, száraz erdők, szavannák és cserjések, édesvizű mocsarak és tengerpartok, valamint ültetvények, szántóföldek, vidéki kertek és városi régiók. Vonuló faj.

## Alfajai
- Merops superciliosus alternans - a nyugati alfaj
- Merops superciliosus superciliosus - a keleti, déli és szigeteki alfaj[5]

## Megjelenése
Testhossza 23-26 centiméter, a farktollai további 7 centiméter. A hím és tojó között nincs nemi kétalakúság. A felnőtt tollazata bronzos-zöld színű. Olívazöld fejtetővel és sárgás-fehér homlokkal, szem fölötti réssel, pofával és torokkal. A faroktő környéke és farktollak kékek. Az evezőtollai feketék.
|  |  |

## Életmódja
Kelet-Afrikában és Madagaszkáron a nyílt füves puszták lakója, míg Angolában a partokon is megtalálható.
Csak kis mértékben vonuló madár. A költést főleg a területeinek a délebbi részén végzi, míg a száraz évszakban északabbra vonul.

## Szaporodása
A költési időszaka az esős évszak elején kezdődik. Fészkét üregekbe készíti. A fészekalj általában 4 tojásból áll. A fiókák december elején kelnek ki. Más gyurgyalagoktól eltérően, e madárfaj fiókáit kizárólag a szüleik etetik. A kis madár, körülbelül 19 naposan válik röpképesé.

## Természetvédelmi helyzete
Az elterjedési területe rendkívül nagy, egyedszáma pedig stabil. A Természetvédelmi Világszövetség Vörös listáján nem fenyegetett fajként szerepel.

### Fordítás
- Ez a szócikk részben vagy egészben  az   Olive bee-eater című angol Wikipédia-szócikk ezen változatának fordításán alapul.  Az eredeti cikk szerkesztőit annak laptörténete sorolja fel. Ez a jelzés csupán a megfogalmazás eredetét és a szerzői jogokat jelzi, nem szolgál a cikkben szereplő információk forrásmegjelöléseként.